# Ung frue forsvunnet
Ung frue forsvunnet är en norsk svartvit dramafilm från 1953 i regi av Edith Carlmar. I rollen som den försvunna hustrun Eva Berger ses Astri Jacobsen.

## Handling
Docent Berger kommer hem från en fjälltur och upptäcker att hans fru Eva är försvunnen. Husan har varken hört eller sett något. Eva efterlyses i radio och polisen inleder en förundersökning. Evas damhatt hittas flytande i Akersälven, hon har tagit livet av sig. Allt eftersom rullas hennes motiv upp: Hon har inte känt sig tillräcklig i den akademiska miljö som giftermålet med docenten innebar tillträde till.

## Rollista
- Astri Jacobsen – Eva Berger
- Adolf Bjerke – Arne Berger, docent
- Espen Skjønberg – Einar Møller, apotekare
- Wenche Foss – Tore Haug, kriminalkonstapel
- Lalla Carlsen – Johanne Antonsen, husan
- Nanna Stenersen – Birgit Lie, apotekare och väninna
- Vesla Christensen – Ingrid Lindstrøm
- Kåre Siem – Dr. Krogh
- Egil Hjorth-Jenssen – Olsen
- Signe Bernau – granne 	...
- Lisbeth Bull – jourhavande kriminalkonstapel
- Edith Carlmar – en kund på apoteket
- Otto Carlmar – en kypare
- Oscar Egede-Nissen – Jørn
- Veronica Foyn Christensen – Åse
- Ulf Gleditsh – Kåre
- Bjarne Hansen – chaufför
- Arne Hestenes – fullmäktige
- Alf Hjørnevik – läkaren
- John Weyer Larsen – refrängsångare
- Kåre Løwing – en otålmodig man
- Alf Malland – vakt
- Borgwall Skaugen – en man
- Guri Stormoen – Thea
- Einar Wenes – Dr. Arnesen

## Om filmen
Filmen producerades av Otto Carlmar för  Carlmar Film AS. Den bygger på en berättelse av Victor Borg som Otto Carlmar sedan omarbetade till filmmanus. För regin stod hans fru Edith Carlmar och det var hennes fjärde filmregi efter Vigdis (1944), Den hemlighetsfulla våningen (1948) och Skadeskutt (1951). Filmen fotades av Mattis Mathiesen och klipptes av Olav Engebretsen. Musiken komponerades av Sverre Bergh.
Filmen hade biopremiär den 27 augusti 1953 i Norge. Den 27 juli 2014 visades filmen i finsk TV och hade då titeln Nuori nainen katoaa.